# Japanese Flower
Japanese Flower ist ein Jazzalbum des Trios اسم [Ism]. Die am 23. November 2018 im Knuttel House, Tokyo, entstandenen Aufnahmen erschienen im Juni 2021 auf Umlaut Records.

## Hintergrund
Das Trio اسم [Ism] besteht aus dem britischen Pianisten Pat Thomas, dem schwedischen Bassisten Joel Grip und dem französischen Schlagzeuger Antonin Gerbal. Japanese Flower ist die dritte Veröffentlichung des Trios von einer Aufnahmesession aus dem Jahr 2018 im Knuttal House in Tokyo. Es folgt auf die Alben إنتقام الطبيعة اسبب تعقدها (= Nature in Its Inscrutability Strikes Back, 2015) und auf Metaphor (2019), die ebenfalls auf den französischen Label Umlaut Records veröffentlicht wurden. Das arabische اسم bedeutet auf Englisch „Ism“, auf Deutsch „Name“.

## Titelliste
- اسم [Ism]: Japanese Flower (Umlaut Records UMLP06)[1]

1. Dahlia 20:23
2. Tomato 20:18

## Rezeption

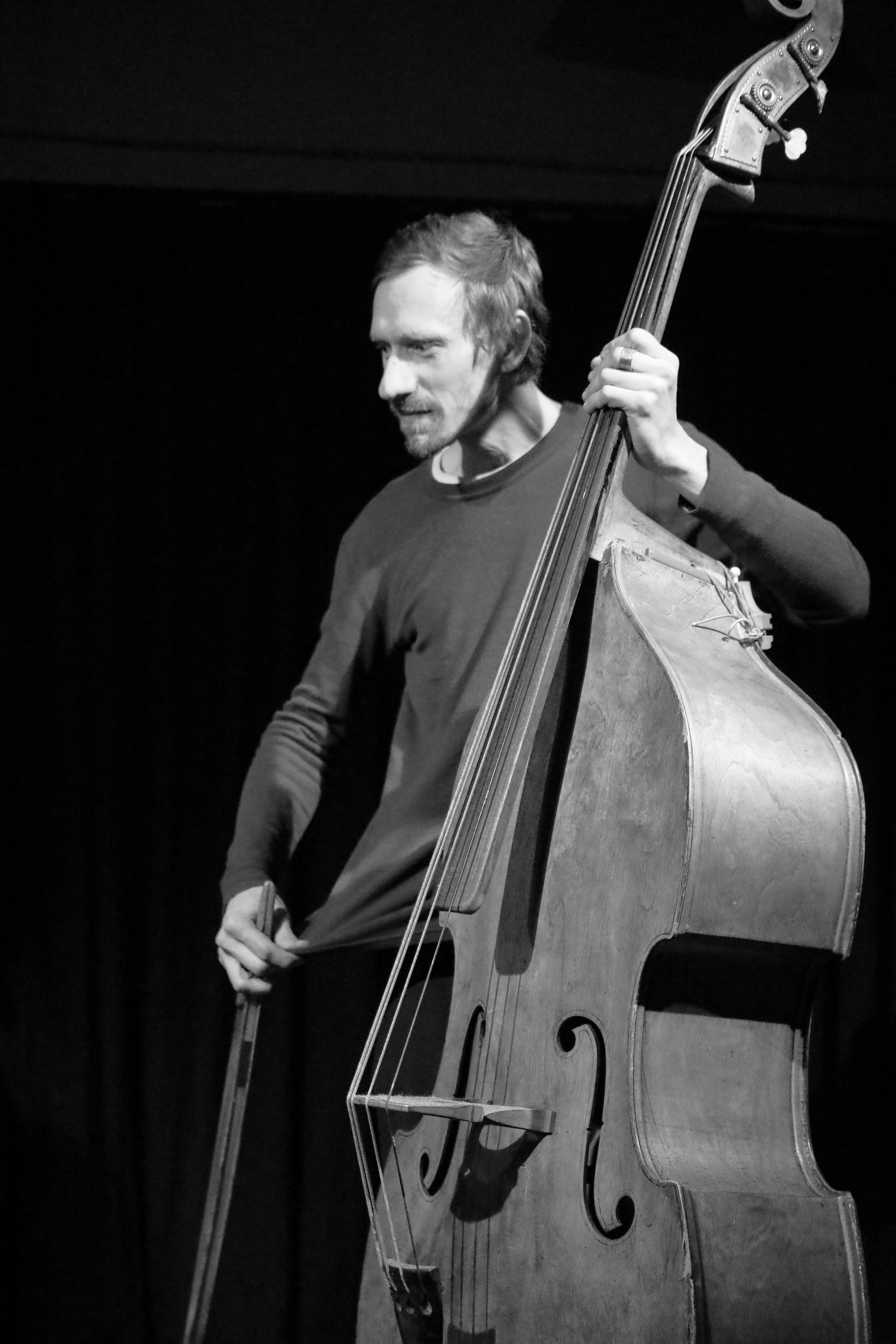
Joel Grip im Duo Chaise et Chaiselongue (mit Tristan Honsinger) im Club W71, Weikersheim (2020)

Nach Ansicht von Mark Corroto, der das Album in All About Jazz rezensierte, gebe Ism diesem Sound mit Sicherheit einen [passenden] Namen, ob dies freie Improvisation, postmoderner Post-Bop oder einfach nur Befreiungsmusik ist; das Trio würde alles auflösen, was fest verankert ist. Beide Seiten der Platte präsentierten jeweils zwanzig Minuten dicht gedrängte Musik voller Energie. Unterstützt durch ein Wogen von Beckenangriffen Gerbals und Grips ineinandergreifendem Bass greife Pat Thomas durch die Geschichte des Jazzpianos zurück bis zurück zu Bud Powells Spiel. Das Tempo würde sich beschleunigen, während sich das Trio voller Adrenalin in eine Hochgeschwindigkeits-Zone verwandle. Natürlich müsse alles, was hochgeht, auch wieder runter, und das Ism-Trio gleite mit einer schrägen Bebop-Promenade zum Abschluss.